# Cratere Abu Nuwas
Abu Nuwas è un cratere d'impatto di 117 km di diametro situato sulla superficie di Mercurio, più precisamente nella Maglia Kuiper. Nel centro del cratere si trova un piccolo rilievo roccioso.
Il cratere è dedicato al poeta arabo Abu Nuwas, il nome è stato proposto dall'Unione Astronomica Internazionale nel 1976.